# Boy Louw
Pour les articles homonymes, voir Louw.
Pas d'image ? Cliquez ici

a Compétitions nationales et continentales officielles uniquement.

b Matchs officiels uniquement.
Dernière mise à jour le 4 décembre 2024.
 Matthys Michael Louw dit Boy Louw, né le 21 février 1906 à Wellington dans le Boland en Afrique du Sud et mort le 3 mai 1988 à Bellville, est un joueur de rugby à XV évoluant au poste de pilier dans l'équipe d'Afrique du Sud. Il joue également pour les Springboks au poste de deuxième ligne, de numéro 8 et de troisième ligne aile, et évolua avec la Western Province, qui disputait la Currie Cup. 

## Biographie
Boy Louw dispute à 22 ans son premier test match le 18 août 1928 contre les All Blacks. Il joua son dernier test match contre les Lions britanniques le 10 septembre 1938. De 1928 à 1938, il dispute 18 matchs sur les 19 que disputent les Springboks.
Les Sud-africains font une tournée en Grande-Bretagne et en Irlande en 1931-1932. Ils battent le pays de Galles 8-3 à Swansea, ils l'emportent 8-3 contre l'Irlande. Ils gagnent le 2 janvier ensuite 7-0 contre l'Angleterre. Puis ils battent l'Écosse 6-3 avec deux essais de Danie Craven et du capitaine Bennie Osler. C'est un grand chelem. Les Wallabies effectuent leur première tournée en Afrique du Sud en 1933 pour une série de cinq test matchs. Boy Louw inscrit deux essais. Les Springboks gagnent la série par 3 victoires à 2. Ce sont leurs premières confrontations. 
En 1937, les Springboks rendent visite d'abord  aux Wallabies (2-0), puis les Springboks remportent leur série contre les All Blacks (2-1) lors d'un passage en Nouvelle-Zélande. Les All Blacks remportent le premier test match mais s’inclinent lors des deux suivants. Ils ont affaire à forte partie car cette équipe d’Afrique du Sud de 1937 est parfois décrite comme la meilleure qui ait joué en Nouvelle-Zélande. En 1938 les Lions britanniques sont en Afrique du Sud. Deux victoires et une défaite laissent une nouvelle fois les Springboks vainqueurs finaux.

## Statistiques en équipe nationale
- 18 test matchs avec l'équipe d'Afrique du Sud
- 2 essais
- Sélections par année : 2 en 1928, 2 en 1931, 2 en 1932, 5 en 1933, 4 en 1937, 3 en 1938